# Hausratversicherung
Die Hausratversicherung (mit Fugenlaut: Hausratsversicherung) ist eine Sachversicherung. Versicherungsschutz bietet sie für das Inventar, also für Einrichtungs-, Gebrauchs- und Verbrauchsgegenstände eines Privathaushalts (Hausrat) zumeist gegen Feuer, Leitungswasser, Sturm, Hagel, Einbruchdiebstahl, Raub und Vandalismus.

## Allgemeines
Neben den reinen Sachschäden sind dabei auch entstehende Aufwendungen wie zum Beispiel Aufräumungskosten, Schutzkosten und Hotelkosten versichert. Zusätzlich sind weitere Einschlüsse möglich, wie zum Beispiel der Diebstahl von Fahrrädern oder die Abdeckung von Elementarschäden und Überspannungsschäden. Dabei sind mögliche Selbstbehalte zu beachten.
Üblich ist die Versicherung des Hausrats zum Wiederbeschaffungswert: der Versicherer ersetzt die Kosten, um Sachen der gleichen Art und Güte in neuwertigem Zustand wieder zu beschaffen. Die Hausratversicherung ist eine verbundene Sachversicherung. Dies bedeutet, dass die einzelnen versicherten Gefahren nur in Kombination abgeschlossen werden können und auch nur der gesamte Vertrag gekündigt werden kann. Im Gegensatz hierzu gibt es gebündelte Versicherungen. Diese sind üblich im Gewerbe und in der Industrieversicherung, um damit einzelne Gefahren wie zum Beispiel Einbruchdiebstahl oder Leitungswasser zu versichern.

## Deutschland
Die Vorschriften über die Sachversicherung im Versicherungsvertragsgesetz (§§ 88 ff. VVG) finden grundsätzlich Anwendung. Die Hausratversicherung wurde 1942 erstmals als eigenständiger Versicherungszweig auf Grundlage des Tarifs VHB 42 angeboten. In den Jahren 1966, 1974, 1984, 1992, 1997, 2000, 2004, 2008, 2010 und 2014 erfolgten Überarbeitungen der Allgemeinen Hausratversicherungsbedingungen.

### Beschreibung
Die Hausratversicherung schützt das zumindest überwiegend privat genutzte bewegliche Eigentum des Versicherungsnehmers gegen die oben aufgeführten Gefahren, die eine Zerstörung, Beschädigung oder Abhandenkommen zur Folge haben. Anschaulich gesprochen sind nahezu alle beweglichen Sachen im Haushalt des Versicherungsnehmers über die Hausratversicherung versichert. Dazu gehören beispielsweise Möbel, Haushaltselektronik, Kleidung und auch Nahrungsmittel und Fahrräder. Streng genommen nicht zum Hausrat gehörend, aber durch die Versicherungsbedingungen grundsätzlich einbezogen sind auch beruflich genutzte Gegenstände wie PC, Aktendeckel und Diktiergerät, nicht jedoch Handelsware und Musterkollektionen. Nicht einbezogen sind beruflich genutzte Gegenstände, die sich in einem Arbeitszimmer befinden, das einen eigenen Eingang hat und nicht über den Wohnungszugang erreichbar ist.
Entsprechende Ausschlüsse sind immer dann begründet, wenn die Gegenstände einer anderen Versicherungsgruppe zuzuordnen sind bzw. wenn bereits Deckung über einen anderen Versicherungsvertrag besteht.
Als Versicherungsort gilt die im Versicherungsschein (Police) bezeichnete Wohnung des Kunden. Darunter fallen neben der eigentlichen Wohnung auch Terrassen, Balkone und Loggien. Versicherungsort sind auch gemeinschaftlich genutzte Räume in einem Mehrfamilienhaus, zum Beispiel Stellflächen für Fahrräder im Hausflur oder Waschkeller. Meist ist auch Hausrat, der in Nebengebäuden auf demselben Grundstück lagert, mitversichert. Garagen, die sich in unmittelbarer Nähe zum Versicherungsort befinden, stehen der Wohnung gleich. Als unmittelbar gilt nach herrschender Meinung eine Entfernung, aus der eine regelmäßige Überwachung der Garage noch möglich ist. Dies kann im Einzelfall zu höchst unterschiedlichen Ergebnissen führen: Eine etwa 200 Meter von einer Wohnung entfernt liegende Garage in einer großen Wohnanlage kann noch unter den Nähebegriff gefasst werden, eine Garage in 100 Metern Entfernung, die durch eine Straße und einen Gewerbebetrieb von der Wohnung getrennt wird, ist nicht mehr als nah einzustufen.
Versichert ist nicht nur der Hausrat des Versicherungsnehmers, sondern auch der von allen mit diesem in häuslicher Gemeinschaft lebenden Personen wie zum Beispiel Ehegatten oder Kinder, nicht jedoch Mieter und Untermieter.
Im Rahmen der Außenversicherung ist teilweise der in der Police genannte Versicherungsort erweitert und damit persönlicher Hausrat, der sich beispielsweise vorübergehend (nicht dauerhaft) in einer Ferienwohnung befindet – im Rahmen des jeweiligen Versicherungsvertrages – mitversichert werden. Die Außenversicherung gilt weltweit und für einen Zeitraum von meistens drei Monaten. Es ist aber zu beachten, dass bei einer Reise, die von vornherein für vier Monate geplant ist, auch in den ersten drei Monaten kein Versicherungsschutz besteht.
Sofern Kinder des Versicherungsnehmers im Rahmen ihrer Ausbildung/Studium/Wehr- oder Zivildienstes eine eigene Wohnung beziehen, gelten Sachen dort bis zum Ende der Ausbildung mitversichert. Sollte allerdings ein eigener Hausstand gegründet werden und keine Absicht mehr zur späteren Rückkehr in die elterliche Wohnung bestehen, entfällt der Versicherungsschutz. Zudem sind hier die allgemeinen Entschädigungsgrenzen der Außenversicherung zu beachten.
Bei Umzügen erweitert sich der Versicherungsschutz vorübergehend sowohl auf die alte als auch die neue Wohnung des Versicherungsnehmers, meist für drei Monate ab Umzugsbeginn. Der Umzug ist anzeigepflichtig. Auch Schäden auf Transportwegen gelten dann als mitversichert, sofern sie durch eine der versicherten Gefahren verursacht wurden. Bei den meisten Gesellschaften sind nur Umzüge innerhalb Deutschlands mitversichert, bei Umzügen ins Ausland endet der Versicherungsschutz an der Staatsgrenze. Bei Umzügen ist unerheblich, wo der Versicherungsnehmer gemeldet ist, es kommt darauf an, wo er seinen Lebensmittelpunkt hat. Daher kann der Versicherungsschutz auch auf eine neue Wohnung übergehen, wenn der Versicherungsnehmer aus beruflichen Gründen in eine andere Stadt zieht, allerdings nur wenige Gegenstände zur Körperhygiene etc. mitnimmt. Sofern die alte Wohnung weiterhin im Eigentum des Versicherungsnehmers bleibt, entfällt für diese dann drei Monate nach Umzugsbeginn der Versicherungsschutz. Ähnliche Regelungen gelten für die Trennung von Ehegatten. Der genaue Umfang dieser Regelung unterscheidet sich von Versicherer zu Versicherer.
Besondere Entschädigungsgrenzen gelten in der Hausratversicherung für die sogenannten Wertsachen. Darunter fallen unter anderem Sparbücher, Schmucksachen, Briefmarken, Pelze, Gemälde, Antiquitäten sowie Objekte aus Gold und Silber. Für diese Gegenstände ist zunächst eine generelle Entschädigungsgrenze von meist 20 % vorgesehen, die aber je nach Versicherungsunternehmen unterschiedlich ist und auch erweitert werden kann. Zudem gibt es für einzelne Kategorien von Wertgegenständen besondere Entschädigungsgrenzen, wenn sich diese nicht in Wertschutzschränken befinden. Bei vielen Unternehmen beträgt die Grenze für Bargeld dann beispielsweise 1000 Euro.
Die Prämie der Hausratversicherung bemisst sich nach der Höhe der Versicherungssumme, den individuellen Einschlüssen und der Lage der versicherten Räume (Einbruchdiebstahl/Sturm/Überschwemmungs-Tarifzone). Die Versicherungssumme wird von vielen Versicherern durch eine Faustformel über die Wohnfläche errechnet („Quadratmetermodell“). Diese Wohnfläche ist jedoch von der Wohnfläche eines Mietvertrages zu unterscheiden. Bei der versicherungstechnischen Wohnfläche werden zum Beispiel Balkone und Terrassen nicht berücksichtigt. Eine Alternative zum Quadratmetermodell ist die Festlegung der Versicherungssumme durch ein „Versicherungssummenmodell“.
Wichtig ist wie in allen Versicherungssparten die korrekte Festlegung der Versicherungssumme. Sollte der tatsächliche Wert des Hausrates höher sein als die vereinbarte Versicherungssumme, kommt es zu einer Unterversicherung, die sich im Schadensfall nachteilig auswirkt. Das bedeutet, dass zum Beispiel bei einem Hausrat im Wert von 80.000 Euro und einer Versicherungsdeckung von 50.000 Euro die Versicherung immer nur 5/8 vom Schaden, max. 50.000 Euro (Entschädigung = Schaden × Versicherungssumme/Versicherungswert) bezahlt. Nahezu alle Versicherer sind bereit, auf diese sogenannte „Einrede der Unterversicherung“ im Schadensfall generell zu verzichten, wenn der Kunde bereit ist, eine festgesetzte Versicherungssumme pro Quadratmeter Wohnfläche – meist 650 Euro/m² Wohnfläche – abzuschließen (Unterversicherungsverzicht). Einige Anbieter bieten generell ohne besondere Voraussetzungen den Verzicht auf den Einwand der Unterversicherung an. Diese garantiert dem Kunden den tatsächlichen Ersatz bis zur Höhe der Versicherungssumme zuzüglich einer eventuellen Vorsorge in der Regel von 10 % der Versicherungssumme, kann jedoch bei sehr großen Wohnungen auch schnell zu einer ebenfalls nicht erwünschten Überversicherung führen.

### Leistungsumfang

#### Versicherte Gefahren
| Versicherte Gefahr | Unterkategorien                           | Erläuterung |
| ------------------ | ----------------------------------------- | --- |
| Feuer              | Brand                                     | Brand ist ein Feuer, das ohne einen bestimmungsgemäßen Herd entstanden ist oder ihn verlassen hat und das sich aus eigener Kraft auszubreiten vermag. |
| Feuer              | Blitzschlag                               | Blitzschlag ist das unmittelbare Auftreffen eines Blitzes auf Sachen. Kurzschluss- und Überspannungsschäden an elektrischen Einrichtungen sind nur versichert, wenn ein Blitz unmittelbar auf versicherte Sachen aufgetroffen ist.                                                 |
| Feuer              | Explosion                                 | Explosion ist eine plötzliche Kraftäußerung durch Ausdehnung von Gasen oder Dämpfen. |
| Feuer              | Implosion                                 | Implosion ist eine plötzliche Zerstörung eines Hohlkörpers durch äußeren Überdruck infolge eines inneren Unterdruckes. |
| Feuer              | Anprall oder Absturz eines Luftfahrzeuges | In den Musterbedingungen gibt es keine Definition. Als Luftfahrzeuge gelten Fahrzeuge, die im Luftverkehrsgesetz aufgeführt werden. |
| Leitungswasser     | Leitungswasser                            | Leitungswasser ist Wasser, das aus bestimmten Quellen bestimmungswidrig ausgetreten ist. |
| Leitungswasser     | Frost- und sonstige Bruchschäden          | In den Musterbedingungen gibt es keine Definition. |
| Sturm und Hagel    | Sturm                                     | Sturm ist eine wetterbedingte Luftbewegung von mindestens Windstärke 8 (Windgeschwindigkeit mind. 63 km/h). |
| Sturm und Hagel    | Hagel                                     | In den Musterbedingungen gibt es keine Definition für Hagel; die Gefahr Hagel ist unabhängig vom Ausmaß (zum Beispiel Korngröße) ohne Eingrenzung versichert. |
| Einbruchdiebstahl  | Einbruchdiebstahl                         | Einsteigen, Einbrechen oder Eindringen mithilfe von falschen Schlüsseln oder Werkzeugen in einen Raum eines Gebäudes. |
| Einbruchdiebstahl  | Raub                                      | Gewaltanwendung oder -androhung zur Ausschaltung eines Widerstands gegen die Wegnahme versicherter Sachen; Wegnahme von versicherten Sachen, während der Versicherungsnehmer unverschuldeterweise nicht zu Widerstand in der Lage ist (zum Beispiel bei Ohnmacht oder Herzinfarkt) |
| Vandalismus        | Vandalismus                               | Vandalismus liegt vor, wenn der Täter in den Versicherungsort eindringt und versicherte Sachen vorsätzlich zerstört oder beschädigt. |

Einzelne Gesellschaften bieten ihren Kunden Erweiterungen der Versicherten Gefahren an, beispielsweise für Schäden durch Innere Unruhen oder Fahrzeuganprall.

#### Versicherte Kosten
Nach den unverbindlichen Verbandsbedingungen des GDV sind in der Hausratversicherung folgende Kosten versichert:
| Kosten                             | Erläuterung |
| ---------------------------------- | --- |
| Aufräumungskosten                  | Kosten für das Aufräumen von versicherten Sachen sowie Abtransport und Entsorgung |
| Bewegungs- und Schutzkosten        | Kosten die dadurch entstehen, dass andere Sachen zur Wiederbeschaffung und Wiederherstellung von versicherten Sachen bewegt werden müssen                                                                                  |
| Transport- und Lagerkosten         | Kosten für Transport und Lagerung des versicherten Hausrats, wenn die Wohnung nicht mehr nutzbar ist und dort auch keine Sachen mehr gelagert werden können.                                                               |
| Schlossänderungskosten             | Kosten für Schlossänderungen, wenn durch einen Versicherungsfall Schlüssel für die Wohnungstüre oder Wertschutzschränke abhandenkommen                                                                                     |
| Bewachungskosten                   | Kosten für die Bewachung der versicherten Wohnung, wenn diese unbewohnbar geworden ist und Schließvorrichtungen und sonstige Sicherheitsvorkehrungen keinen ausreichenden Schutz bieten                                    |
| Reparaturkosten für Gebäudeschäden | Bei Gebäudeschäden, die innerhalb der Wohnung durch Raub oder Einbruchdiebstahl oder dem Versuch einer solchen Tat verursacht wurden. Ebenso bei Vandalismus innerhalb der Wohnung nach einem Raub oder Einbruchdiebstahl. |
| Kosten für provisorische Maßnahmen | Kosten für provisorische Maßnahmen zum Schutz versicherter Sachen. |

Viele Versicherungsgesellschaften bieten ihren Kunden die Versicherung von weiteren Kosten an. Beispielsweise fallen darunter Rückreisekosten bei einem erheblichen Schadensfall, Kosten für die Wiederherstellung von elektronischen Daten nach einem Versicherungsfall oder Kosten für ein Sachverständigenverfahren.

#### Zusatzklauseln
Die nachstehend genannten Klauseln können je nach Wunsch des Versicherungsnehmers zusätzlich zum Vertrag vereinbart werden. Erweiterungen des Versicherungsschutzes sind hierbei in der Regel mit einer Zusatzprämie zu bezahlen.
| Klausel                                                        | Erläuterung |
| -------------------------------------------------------------- | --- |
| PK 7110 Fahrraddiebstahl                                       | Versicherungsschutz für einfachen Diebstahl von Fahrrädern, meist begrenzt auf 1 % der Versicherungssumme, kann gegen Mehrprämie weiter erhöht werden.                                                                                           |
| PK 7111 Überspannung                                           | Schäden die an versicherten elektrischen Einrichtungen und Geräten durch Überspannung, Überstrom und Kurzschluss infolge eines Blitzes oder durch sonstige atmosphärisch bedingte Elektrizität entstehen.                                        |
| PK 7712 Kein Abzug wegen Unterversicherung                     | Kein Abzug wegen Unterversicherung. Für diese Klausel muss eine bestimmte Mindestversicherungssumme pro Quadratmeter Wohnfläche, meist 700 Euro, gewählt werden                                                                                  |
| PK 7713 Erhöhte Entschädigungsgrenze für die Außenversicherung | Erhöhung der prozentualen Entschädigungsgrenze. |
| PK 7812 Makler                                                 | Der den Versicherungsvertrag betreuende Makler ist bevollmächtigt, Anzeigen und Willenserklärungen des Versicherungsnehmers entgegenzunehmen. Er ist durch den Maklervertrag verpflichtet, diese unverzüglich an den Versicherer weiterzuleiten. |

#### Bedeutende Ausschlüsse
Um das Risiko für die Versicherungsunternehmen kalkulierbar zu machen und dem Versicherungsbetrug vorzubeugen, sind in der Hausratversicherung neben den in der Branche allgemein üblichen Ausschlüssen wie Krieg oder Kernenergie diverse Tatbestände ausgeschlossen:
- Sengschäden: Bei einem Verbrennungsvorgang, der sich nicht selbständig weiter ausbreiten kann, handelt es sich um einen Sengschaden. Dies ist zum Beispiel beim Fallenlassen einer Wunderkerze auf einen Teppich denkbar. Sengschäden als Folge eines versicherten Brandes sind allerdings versichert, wenn zum Beispiel eine Lampe durch einen Defekt in Flammen aufgeht und herabfallende Funken Löcher in den Teppich brennen.
- Überspannungsschäden durch Blitz: Diese Schäden an elektrischen Einrichtungen werden in der Regel nur ersetzt, sofern ein Blitz auf dem Grundstück des Versicherungsortes Schäden verursacht hat. Dieser Ausschluss lässt sich aber durch die Vereinbarung von Klauseln abbedingen. Manche Versicherungsunternehmen haben diese Schäden bereits generell mitversichert.
- Einfacher Diebstahl: Bei einfachen Diebstählen dringt der Täter nicht in ein Gebäude ein bzw. bricht dort kein Behältnis auf. Diese Schäden sind ebenfalls vom Versicherungsschutz ausgeschlossen. Zum Beispiel stiehlt ein Dieb in einem unbeobachteten Moment die Handtasche der Versicherungsnehmerin, als diese gerade in einem Restaurant speist. Insbesondere im Zusammenhang mit dem Eindringen in ein Gebäude werden in der Literatur diverse Konstellationen diskutiert. Als Einbruchdiebstahl wird zum Beispiel angesehen, wenn ein Dieb auf einen Balkon klettert und von dort einige Sachen mit sich nimmt. Ob ein schneller Griff durch ein geöffnetes Fenster ein versicherter Einbruchdiebstahl ist, ist umstritten. Kein Einbruchdiebstahl ist das Aufbrechen eines Kraftfahrzeuges auf offener Straße (anders in einer gesicherten Tiefgarage oder einem gesicherten Parkhaus) oder das Aufbrechen eines Zugabteils bzw. einer Schiffskabine.
- Trickdiebstahl: Insbesondere von Bedeutung beim Diebstahl in der Wohnung. Beim Trickdiebstahl nutzt der Täter ein Überraschungsmoment aus, so dass der Versicherungsnehmer nicht reagieren kann.
- Eindringen von Regen, Hagel, Schnee oder Schmutz durch nicht ordnungsgemäß geschlossene Fenster und Türen: Bei der versicherten Gefahr Sturm/Hagel ist das Eindringen von Wasser, Schnee etc. in die versicherte Wohnung nur versichert, wenn die entsprechenden Öffnungen durch den Sturm verursacht wurden. Sollte der Regen aber zum Beispiel durch ein nicht geschlossenes Dachfenster eindringen oder der Sturm eine nicht abgeschlossene Tür aufdrücken, so besteht kein Versicherungsschutz.
- Eindringen von Feuchtigkeit aufgrund großer Schneemassen: Wenn Feuchtigkeit aufgrund von großen Schneemassen z. B. auf der Terrasse eintritt, ist der Schaden weder eine Überschwemmung noch ein Schneedruck-Schaden, weswegen dieser nicht versichert ist.
- Gebäudebestandteile: Sachen, die als Gebäudebestandteil gewertet werden, haben keinen Schutz über die Hausratversicherung. Hierunter fallen zum Beispiel speziell an die Wohnung des Versicherungsnehmers angepasste Einbauküchen. Auch fest verklebte Parkettböden sind in der Regel dem Gebäude zuzurechnen. Anders gewertet werden Gebäudebestandteile, die durch einen Einbruch oder auch nur durch einen versuchten Einbruch beschädigt werden (z. B. Fenster, Tür). Diese Gebäudeteile werden vom Hausratversicherungsschutz mit umfasst.
- Hausrat von Mietern oder Untermietern. Diese müssen für ihren Hausrat eine eigene Versicherung abschließen.
- Bargeld ist in der Regel nicht versichert, da hierfür ein Nachweis erbracht werden müsste. Dagegen ist ein Tresor mit Inhalt versichert.

#### Schadenbeispiele
- Durch einen technischen Defekt entzündet sich ein Fernsehgerät und setzt Teile des Wohnzimmers in Flammen. Rauch verdreckt weitere Räume der versicherten Wohnung. Bei den Löscharbeiten der Feuerwehr wird fast die gesamte Wohnung unter Wasser gesetzt. In diesem Fall ersetzt die Hausratversicherung sowohl die Schäden am Hausrat, die direkt durch das Feuer entstanden sind, als auch die Folgeschäden durch Brandrauch und Löschwasser. Eventuell anfallende Aufräumkosten werden über die Kostenposition erstattet. Schäden an der Gebäudesubstanz werden von einer Wohngebäudeversicherung ersetzt.
- Ein Rohr in der versicherten Wohnung bricht aufgrund von Korrosion. Auslaufendes Leitungswasser beschädigt den Teppich und diverse Möbel. Zur genauen Leckortung wird ein Handwerksunternehmen beauftragt. Die Hausratversicherung ersetzt Schäden am Teppich und den Möbeln sowie die Kosten zur Leckortung.
- Ein Sturm reißt einige Dachziegel weg, eindringender Regen verursacht Schäden in der versicherten Wohnung. In diesem Fall werden die Schäden am Dach durch die Gebäudeversicherung bezahlt, die Nässeschäden über die Hausratversicherung.
- Ein Täter hebelt ein Fenster der Wohnung auf und stiehlt einige hochwertige Elektronikgeräte. Der Diebstahl ist über die Hausratversicherung gedeckt. Schäden am Fenster sind auch über die Hausratversicherung ersatzpflichtig.
- Wenn ein Täter nach einem Einbruch keine Wertgegenstände findet oder beim Versuch des Diebstahls überrascht wird, zahlt die Versicherung nicht für die Schäden, welche durch den Einbruch entstanden sind.

### Rechte und Pflichten
Die Hausratversicherung kann sich in einigen Fällen mit anderen Versicherungen, zum Beispiel der Wohngebäudeversicherung oder der Reisegepäckversicherung, überschneiden. Im letztgenannten Fall reguliert zunächst der Versicherer, der vom Versicherungsnehmer zuerst in Anspruch genommen wurde, den gesamten Schaden. Im Innenverhältnis der beiden Versicherer ist anschließend der zweite Versicherer ausgleichspflichtig.

#### Obliegenheiten des Versicherungsnehmers
Wie in der Branche üblich sind auch in der Hausratversicherung dem Versicherungsnehmer diverse Obliegenheiten auferlegt worden. Bei Obliegenheiten handelt es sich um Rechtspflichten niederen Ranges, deren Einhaltung von dem Versicherer zwar nicht erzwingbar ist, deren Nichtbefolgung aber zu Nachteilen des Versicherungsnehmers führen können. So kann deren Verletzung eine Kürzung der Schadenzahlung oder sogar eine Leistungsfreiheit der Versicherung begründen. Beispielsweise ist er vor Vertragsabschluss zur Angabe aller gefahrerheblichen Umstände verpflichtet (Anzeigeobliegenheit), nach denen ihn der Versicherer schriftlich gefragt hat. Im Schadensfall hat er dem Versicherungsunternehmen alle relevanten Informationen unverzüglich zur Verfügung zu stellen (Aufklärungsobliegenheit).
Eine Besonderheit in der Hausratversicherung ist die Obliegenheit, in der kalten Jahreszeit die Wohnung ausreichend zu beheizen oder bei längerer Abwesenheit wasserführende Rohre zu entleeren. Dies dient der Vermeidung von Rohrbruchschäden durch Frost. Auch einen Umzug muss der Versicherungsnehmer melden, um der Versicherung die Chance einer Nachkalkulation für die neue Wohnung zu geben.
Bei außergewöhnlich hohen Versicherungssummen und bei bestimmten Risiken, insbesondere für Wertsachen, obliegt dem Versicherungsnehmer oftmals, bestimmte Sicherheitseinrichtungen wie zum Beispiel Einbruchmeldeanlagen zu installieren und auch betriebsbereit zu halten.

#### Annahmerichtlinien
Anders als beispielsweise bei der Kfz-Haftpflichtversicherung handelt es sich bei der Hausratversicherung nicht um eine Pflichtversicherung. Folglich besteht für die Versicherungsgesellschaften kein Zwang zur Annahme eines Antrages. Vielmehr wird anhand der individuellen Risikosituation des Antragstellers geprüft, ob die Versicherung das Risiko übernehmen möchte.
Abgelehnt werden in der Regel Anträge von bereits einschlägig bekannten Versicherungsbetrügern. Auch Kunden, denen ein Versicherungsvertrag wegen Nichtzahlung der Prämie gekündigt wurde, werden vermutlich auf Probleme stoßen. Die einzelnen Versicherungsgesellschaften haben bestimmte Zeichnungsgrenzen. Sofern die Versicherungssumme diese Zeichnungsgrenze übersteigen soll, kann kein Vertrag zustande kommen. Auch Versicherungsnehmer, die in der näheren Vergangenheit bereits diverse Schäden gemeldet haben, werden in der Regel abgelehnt. Einige Versicherer lehnen Risiken ab, wenn sich im selben Gebäude gefahrerhöhende Betriebe wie Diskotheken oder Bordelle befinden. Alternativ werden teilweise sehr hohe Prämienzuschläge gefordert.
Manche Versicherungsunternehmen gewähren weiterhin keinen Schutz für Wohnungen im Ausland oder für Wohnungen, die längere Zeit unbewohnt sind. Auch für unmittelbar bevorstehende oder bereits eingetretene Schäden wird kein Versicherungsschutz gewährt.
In den Standardtarifen vieler Versicherer gibt es zudem festgelegte Höchstversicherungssummen. Sofern diese überschritten werden, ist dem Versicherer eine Zeichnung nicht möglich. In diesem Fall muss auf spezialisierte Anbieter für vermögende Kunden ausgewichen werden.

## Österreich
Eine Haushaltsversicherung ist eine Sachversicherung und entspricht einer „Hausratsversicherung“ in Deutschland, wobei es einige kleine Unterschiede gibt.

### Allgemeine Beschreibung
Die österreichische „Haushaltsversicherung“ ist das Pendant zu der „Hausratsversicherung“ in Deutschland. Sie ist eine Sachversicherung und deckt in erster Linie Schäden an oder Verlust von beweglichen Gegenständen im eigenen Wohnraum ab, z. B. Möbeln und Elektrogeräte. Sie umfasst meist standardmäßig eine Feuer-, Sturmschaden-, Leitungswasser-, Einbruchdiebstahl- und Glasbruchversicherung. Andere Risiken können aber eingeschlossen werden.
Während man in Deutschland die Privathaftpflichtversicherung meistens separat abschließt, ist die Haushaltsversicherung in Österreich in der Regel eine Kombination aus einer Sachversicherung und einer privaten Haftpflichtversicherung.
Die Haftpflichtversicherung schützt gegen Schadenersatzansprüche von Dritten, wenn der oder die Versicherte einen Sach- oder Personenschaden verursacht.

### Versicherte Personen
Die Haushaltsversicherung schützt nicht nur das Eigentum der versicherten Person, sondern auch jenes von Familienmitgliedern. Dies sind beispielsweise Ehegatten, Lebensgefährten und Kinder, die im selben Haushalt leben. Einige Versicherungen in Österreich definieren bei Kindern eigene Altersgrenzen, bis zu denen diese in der Haushaltsversicherung eingeschlossen sind.

### Örtliche Geltung
Zum versicherten Wohnungsinhalt gehört die Wohnungseinrichtung und alles, was üblicherweise dem privaten Gebrauch oder Verbrauch dient. Ebenso umfasst die Deckung Nebenräume oder Nebengebäude wie Keller und Dachboden, Nebengebäude oder Ähnliches. Dazu zählen insbesondere gelagerte Möbel, Werkzeug, Gartengeräte, Sportgeräte, aber auch Kinderwägen, Kfz-Zubehör und Lebensmittel.
Des Weiteren umfasst die örtliche Geltung der Haushaltsversicherung gemeinschaftlich genutzte Flächen, die jedoch nicht öffentlich zugänglich sind (Treppenhaus, Fahrradraum). In diesen Bereichen sind in der Regel Fahrräder (sofern sie gesichert sind), Kinderwägen, Gartengeräte, Gartenmöbel sowie Wäsche versichert.
Die meisten Versicherungen in Österreich versichern auch typische, im Freien gelagerte Gegenstände, wie auf Balkonen, Terrassen oder im Garten.
Viele Haushaltsversicherungen übernehmen auch Schäden von persönlichen Gegenständen des privaten Gebrauchs aus dem Einbruchsdiebstahl, die vorübergehend in einem Kfz aufbewahrt werden. Allerdings muss das Auto abgesperrt sein und die Gegenstände dürfen nicht offen im Fahrzeug liegen. Elektronische Geräte sind aber meistens ausgeschlossen. Versichert sind auch Gegenstände des privaten Gebrauchs, die vorübergehend in Garderobenkästchen (z. B. in Schwimmbädern, Fitnessclubs etc.) aufbewahrt werden, und dort durch Einbruchdiebstahl abhandenkommen.
Bei manchen Versicherungen ist der Wohnungsinhalt von studierenden Kindern am Studienort gegen die gleichen Gefahren versichert wie der Wohnungsinhalt am Versicherungsort. Es gelten in der Regel jedoch deutlich geringere Betragsgrenzen.

### Versicherungssumme
In Österreich wird meistens der Neuwert der Gegenstände versichert. Allerdings muss der Wert der beschädigten Gegenstände aber mindestens 40 % des Wiederbeschaffungswerts betragen. Ansonsten ersetzt die Versicherung lediglich den Zeitwert.

### Versicherte Gefahren
Die Feuerversicherung deckt Schäden, die durch Brand, direkten Blitzschlag, Explosion, sowie Folgeschäden durch Rauch, Ruß und Löschwasser verursacht wurden. Sengschäden, wie sie zum Beispiel beim Bügeln oder durch Zigarettenglut entstehen können, sind ebenso wie „indirekte Blitzschäden“, die Schäden an elektrischen Leitungen verursachen können, in der Regel nicht versichert.
Eine Sturmschadenversicherung deckt Schäden und Folgeschäden, die durch einen Sturm mit mehr als 60 km/h verursacht wurden. Dabei ist hier zu unterscheiden, wann die Haushaltsversicherung und wann die Gebäudeversicherung für einen Schaden aufkommt. Ein Beispiel: Wird das Dach durch den Sturm abgedeckt, kommt die Eigenheimversicherung auf. Kommt es aber dadurch zu Schäden am Wohnungsinhalt oder Hausrat, etwa durch Regen, deckt das grundsätzlich die Haushaltsversicherung.
Die Einbruchdiebstahlversicherung deckt Schäden und Folgeschäden ab, die durch einen Einbruch und durch Beraubung entstanden sind. Einbruchdiebstahl liegt dann vor, wenn jemand gewaltsam in verschlossene Räumlichkeiten eingedrungen ist. Bei Wertgegenständen ist die maximale Entschädigungshöhe auch von der Art und Sicherheit der Aufbewahrung abhängig. Deshalb ist bei der Aufbewahrung von Wertgegenständen unbedingt die Verwahrungsvorgaben der Versicherung zu berücksichtigen.
Zusätzlich kann man eine Glasbruchversicherung in die Haushaltsversicherung einschließen. Dabei sind Schäden durch Bruch von Tür- und Fensterscheiben, Spiegel, Bilder- und Möbelverglasungen bis zur Größe von 5 m² gedeckt. Nicht dazu gehören Schäden, die durch Zerkratzen oder Absplittern entstanden sind, sowie Schäden an Hohlgläsern, Beleuchtungskörpern oder Sonderverglasungen.

### Deutschland
- Henner Schierenbeck: Bank- und Versicherungslexikon. Oldenbourg, München 1994, ISBN 3-486-22660-6.
- Horst Dietz: Hausratversicherung 84. Bedingungen, Klauseln, Prämienrichtlinien, Versicherungstechnik. 2. Auflage. Verlag Versicherungswirtschaft, Karlsruhe 1988, ISBN 3-88487-154-4.
- Johannes Wälder: Feuerversicherung. Band 1. Gabler, Wiesbaden 2000, ISBN 3-409-92751-4.
- Anton Martin: Sachversicherungsrecht. 3. Auflage. Beck, München 1992, ISBN 3-406-33521-7.
- Stefan Spielmann: Aktuelle Deckungsfragen in der Sachversicherung. Verlag Versicherungswirtschaft, Karlsruhe 2009, ISBN 978-3-89952-456-7.

- Musterbedingungen des GDV, siehe Abschnitt Schaden- und Unfallversicherungen
- Infoblatt des Bund der Versicherten